# او-۲۰۶
او-۲۰۶' (به آلمانی: U-206) یک او-بوت کریگس‌مارینه از نوع ۷سی بود.

## تاریخچه عملیاتی

### گشت دوم
او-۲۰۶ به فرماندهی هربرت اوپیتس، روز ۲۲ اکتبر سال با دریافت فرمان از طرف فرماندهی عالی، در قالب گروهی با اسم رمز برسلاو متشکل از پنجم او-بوت دیگر، در آب‌های غرب جبل‌الطارق در کمین کاروان بریتانیایی اچ‌جی ۷۵ نشسته بود. با توجه به این که ارتباطات رادیویی بین او-بوت‌ها و فرماندهی عالی با شکسته شدن رمز ماشین انیگما توسط بریتانیایی‌ها رهگیری می‌شد، حضور او-بوت‌ها در محل به اطلاع دشمن رسیده بود؛ از این رو حضور پررنگ هواگردهای گشتی خشکی‌پایه و همچنین حلقه تنگ شناورهای محافظ حول کاروان امکان نزدیک شدن به آن را از او-بوت می‌گرفت؛ به گونه‌ای که فرمانده او-۲۰۶ در گزارش به فرماندهی عالی اذعان داشت او-بوت «توسط هواگردها زیر آب مانده‌است». در نهایت شب ۲۳ اکتبر با دور شدن کاروان از خشکی و با پوشش تاریکی هوا، او-۲۰۶ به همراه گروه او-بوت‌ها به این کاروان نزدیک‌تر شد.